# Мочити в сортирі
«Мочить в сортирі» — вислів, публічно вжитий прем'єр-міністром Росії В. В. Путіним 24 вересня 1999 року під час прес-конференції в Астані, коли він коментував події попереднього дня, а саме: бомбардування авіацією Збройних сил Російської Федерації Грозного в часи Другої російсько-чеченської війни.
Російське видання «Аргументы и Факты» включило його в четвірку найжорсткіших крилатих висловів Путіна.
Відповідаючи журналістам ОРТ, Путін дослівно сказав:
|  | Мы будем преследовать террористов везде. В аэропорту — в аэропорту. Значит, вы уж меня извините, в туалете поймаем, мы в сортире их замочим, в конце концов. Всё, вопрос закрыт окончательно. |

Вислів став прецедентним як для російської, так і для іноземної аудиторії.